# 短鳍直齿鲨
短鳍直齿鲨（学名：Aprionodon brevipenna）为真鲨科直齿鲨属的鱼类。在中国，分布于南海等海域。